# Victorinox
Victorinox (от Victória — женского имени и фр. acier inoxydable — «нержавеющая сталь») — швейцарская компания, производитель швейцарских армейских и других ножей, часов и столовых приборов. Штаб-квартира располагается в населённом пункте Ибах, кантон Швиц.

## История
- Дело по производству ножей было основано в 1884 году Карлом Эльзенером
- С 1891 года он становится поставщиком ножей для швейцарской армии (см. швейцарский армейский нож)
- В июне 1897 года были запатентованы швейцарский офицерский и спортивный ножи
- Эти ножи знамениты своей эмблемой — крест на фоне щита, который был принят в качестве эмблемы в 1909 году. В том же году, после смерти своей матери, он впервые дал название своей компании — «Victoria» (Виктория) в её честь
- В 1921 году, после перехода производства ножей на нержавеющую сталь, компания была переименована в «Victorinox» («Victoria» и «inox»). Состав стали, используемой сегодня, не раскрывается, но приблизительным аналогом по химсоставу и свойствам является Sandvik 12C27
- В 1989 году начато производство швейцарских армейских часов
- В 1999 году ассортимент продукции был расширен до производства багажных чемоданов и сумок
- В 2001 году начат выпуск всевозможных кухонных ножей и аксессуаров, а также карманных инструментов
- В 2005 году компания приобрела своего основного конкурента — Wenger. Компания сохранила независимость Wenger в плане развития, а также производства и сбыта своей продукции. Более того, объединение двух фирм привело к разделению маркетинговой политики — большие складные ножи Victorinox и Wenger, ранее практически повторявшие друг друга по размеру и набору функций, сегодня позиционируются как большие прочные ножи для туризма, путешествий и прочего. Wenger и классические многопредметные ножи на каждый день Victorinox имеют разный дизайн и сильно различающиеся модельные линейки.

## Продукция

### Швейцарский армейский нож
Швейцарский армейский нож (Swiss Army Knife — SAK) — ключевой продукт компании Victorinox. Изначально компания была практически единственным поставщиком в швейцарскую армию, но с 1908 до 2009 года пришлось делить заказ пополам с Wenger. Эти ножи используются и за пределами армии, являясь высококачественным многофункциональным инструментом (от 8 до свыше 30 функций в одном ноже) они зарекомендовали себя как отличный подарок.
Эти ножи входят в список стандартного снаряжения астронавтов NASA.
Название «швейцарский армейский нож» распространяется как минимум на 4 больших группы товаров от Victorinox.
Солдатские (вернее, армейские) ножи выпускаются очень давно и постепенно эволюционировали. Это простые складные многопредметные ножи с минимумом необходимых инструментов.
Кроме поставляемых в войска ножей, солдатскими называют также ножи Victorinox размером 111 миллиметров; все такие модели имеют фиксатор клинка, не позволяющий случайно сложить нож на пальцы.
Офицерские модели изначально отличались от солдатских наличием штопора. Сейчас офицерские ножи Victorinox имеют габаритную длину в закрытом состоянии 91 и 84 миллиметра и могут содержать от 1 до 8 рядов инструментов: клинок, консервный нож и открывалка пробок присутствуют практически везде, но бывают также ножи (малые и большие) с пилой по металлу, пилой по дереву, пассатижами, крестовыми отвёртками, ножницами, серейтором, свайками (солдатские ножи Victorinox Helmsman, Skipper) и даже с крюком для чистки копыт Equestrian.
Victorinox производит различные варианты миниатюрного ножика Victorinox Classic. Чаще всего в нём есть небольшое лезвие, маникюрные ножницы и пилочка для ногтей. Длина маникюрных ножиков-брелоков — 58 миллиметров, но доступны также деловые аксессуары несколько большего размера, в том числе, например, нож для сигар или истинно «перочинные ножи», в которых нет ничего, кроме 1-2 тонких узких лезвий.

### Армейские ножи по заказу других стран
Victorinox поставляет ножи и для армий других стран, в частности, Германии (German Army Knife — GAK — «немецкий армейский нож»). Дизайн их отличается от классического швейцарского армейского ножа, и в свободную продажу эти модели поступают не всегда, но, например, модель German Army Knife (упрощенный вариант популярной модели Victorinox Trailmaster) несложно купить в розничных магазинах, а в обновлённом виде этот нож стал не только новым официальным Swiss Army Knife, но и немало поспособствовал продвижению ножей Victorinox на мировом рынке, ввиду привлекательного дизайна рукоятки.

### Нож для служб спасения
Нож для служб спасения (Victorinox Rescue Tool) — особая разновидность складного ножа. Помимо обычного лезвия и отвёрток, в набор его инструментов входят приспособление для разбивания стекла автомобиля, пила для разрезания потрескавшегося триплекса, стропорез. Боковины рукоятки изготовлены из ярко-жёлтого люминесцентного пластика, который светится в темноте.

### SwissCard
SwissCard (дословно — «швейцарская карточка») — компактный набор инструментов в плоском футляре, близким по размеру к кредитной карточке, но несколько бо́льшим по толщине.
В его состав входят:
- Малый нож
- Маникюрные ножницы
- Пинцет и другие предметы

Выпускаются в модификациях: SwissCard Classic и SwissCard Lite, которые отличаются набором инструментов.
SwissCard можно носить в кошельке или бумажнике.
Фирма также выпускает мультитулы: Swiss Tool и Swiss Tool Spirit.

### Кухонные ножи
Широкий ассортимент. Начиная от ножей из прокатной стали, заканчивая профессиональными ножами с кованым клинком.
На большей части из них стоит отличительная эмблема — изображение орла с расправленными крыльями и ветвью в клюве, а также номер, указывающий принадлежность ножа к определённому модельному ряду.
Изначально все кованые ножи производились в Швейцарии, но с недавнего времени производство было переведено в Германию. Об этом свидетельствуют изменения надписей в самой эмблеме (Extra Quality заменено на Best Quality, Made in Switzerland заменено на Quality Controlled), а также добавление соответствующей надписи рядом с эмблемой, в новом модельном ряду «Grand Maitre» (при этом код EAN, указываемый на упаковке, соответствует Швейцарии). В предыдущих модельных рядах кованых ножей изменения коснулись только эмблемы, а ножи из прокатной стали продолжают изготавливать в Швейцарии с соответствующей эмблемой.
Помимо ножей из нержавеющей стали компания Victorinox выпускает кухонные ножи с керамическим лезвием (CeramicLine). Лезвия этих ножей изготовляются из высокочистого порошка оксида циркония, спекаемого при высокой температуре и давлении, в Японии, а изготовление рукояток и сама сборка осуществляется в Швейцарии.

### Часы
- В 1989 году компания Victorinox запускает производство швейцарских армейских часов в Америке
- В 1999 году происходит расширение производства часов Victorinox Swiss Army в Bonfol (Швейцария)